# Вознесенское (Урмарский район)
Вознесе́нское (чув. Вӑтакас) — село Урмарского района Чувашской Республики. В рамках организации местного самоуправления входит с 2023 года в Урмарский муниципальный округ. До 2023 года — в составе Шихабыловского сельского поселения. Население 192 человек (2015), преимущественно чуваши.

## География
Расположен в северо-восточной части региона, в пределах Чувашского плато, на реке Средний Аниш, на расстоянии 56 км от Чебоксар, 11 км до райцентра Урмары.

### Климат
В селе, как и во всём районе, климат умеренно континентальный с продолжительной холодной зимой и довольно тёплым сухим летом. Средняя температура января −13 °C; средняя температура июля 18,7 °C. За год выпадает в среднем 400 мм осадков, преимущественно в тёплый период. Территория относится к I агроклиматическому району Чувашии и характеризуется высокой теплообеспеченностью вегетационного периода: сумма температур выше +10˚С составляет здесь 2100—2200˚.

## Топоним
Исторические названия: Вознесенское, Янсубулово (Янцибулово), Вутакасы тож, Водокол, Янзибулово.

## История
Жители до 1724 ясачные, до 1866 государственные крестьяне, занимавшиеся земледелием и животноводством.
В 1862—1940 годах в селе функционировал храм Вознесения Господня, с 1884 — церковноприходская школа. В 1931 образован колхоз «Путь Ленина».

### Административно-территориальная принадлежность
Находилось в составе Андреевской волости Свияжского уезда, Байгуловской, Айдаровской, Никольской волостей Чебоксарского уезда. В составе Урмарского района с 1927 года.
Входило село (с 2004 до 2023 гг.) в состав Шихабыловского сельского поселения муниципального района Урмарский район.
К 1 января 2023 года обе муниципальные единицы упраздняются и деревня входит в Урмарский муниципальный округ.

## Население
| 2010 | 2012 | 2015 |
| ---- | ---- | ---- |
| 203  | ↗219 | ↘192 |

## Инфраструктура
Личное подсобное хозяйство. Основа экономики — сельское хозяйство 

## Транспорт
Село доступно автотранспортом.